# اورلاندو سيلفستري
اورلاندو سيلفستري (بالفرنسية: Orlando Silvestri)‏ (20 أكتوبر 1972 بليل في فرنسا - ) هو لاعب كرة قدم فرنسي في مركز الدفاع. لعب مع نادي فالينسيان ونادي كان وJA Armentières ‏ ونادي سيراين.

## روابط خارجية
- اورلاندو سيلفستري على موقع رابطة كرة القدم الفرنسية للمحترفين (الإنجليزية)
- اورلاندو سيلفستري على موقع قاعدة بيانات كرة القدم.إي يو (الإنجليزية)
- اورلاندو سيلفستري على موقع ليكيب (الفرنسية)